# Raumankari (ö i Birkaland)
Raumankari är en ö i Finland. Den ligger i sjön Hauhuunselkä och i kommunen Virdois i den ekonomiska regionen  Övre Birkalands ekonomiska region  och landskapet Birkaland, i den sydvästra delen av landet, 230 km norr om huvudstaden Helsingfors. Öns area är 0,4 hektar och dess största längd är 100 meter i öst-västlig riktning.